# Pływanie na Letnich Igrzyskach Olimpijskich 1964 – 4 × 100 m stylem dowolnym mężczyzn
Sztafeta 4 × 100 m stylem dowolnym mężczyzn – jedna z konkurencji pływackich rozgrywanych podczas XVIII Igrzysk Olimpijskich w Tokio. Eliminacje odbyły się 13 października, a finał 14 października 1964 roku.
Sztafeta amerykańska w składzie Stephen Clark (52,9), Mike Austin (53,9), Gary Ilman (53,4) i Don Schollander (53,0) zdobyła złoty medal i pobiła rekord świata, uzyskawszy czas 3:33,2. Stephen Clark, płynąc na pierwszej zmianie sztafety, ustanowił również rekord globu na dystansie 100 m stylem dowolnym. Wicemistrzami olimpijskimi zostali Niemcy (3:37,2), podczas gdy brąz wywalczyli reprezentanci Australii (3:39,1).

## Rekordy
Przed zawodami rekord świata i rekord olimpijski wyglądały następująco:
| Rekord            | Reprezentacja                                                                    | Czas   | Miejsce | Data             |       |
| ----------------- | -------------------------------------------------------------------------------- | ------ | ------- | ---------------- | ----- |
| Rekord świata     | Stany Zjednoczone · Stephen Clark · Gary Ilman · Richard McDonough · Ed Townsend | 3:36,1 | Tokio   | 18 sierpnia 1963 | [ 1 ] |
| Rekord olimpijski | nowa konkurencja                                                                 | -      | -       | -                |       |

W trakcie zawodów ustanowiono następujące rekordy:
| Data            | Etap konkurencji      | Reprezentacja                                                                                                | Czas   | Rekord |
| --------------- | --------------------- | --- | ------ | ------ |
| 13 października | wyścig eliminacyjny 1 | Australia · Peter Doak (55,7) · David Dickson (54,7) · John Ryan (55,3) · Bob Windle (54,9)                  | 3:40,6 | OR     |
| 13 października | wyścig eliminacyjny 2 | Stany Zjednoczone · Stephen Clark (53,6) · Lary Schulhof (55,6) · Mike Austin (55,3) · Gary Ilman (54,3)     | 3:38,8 | OR     |
| 14 października | finał                 | Stany Zjednoczone · Stephen Clark (52,9) = · Mike Austin (53,9) · Gary Ilman (53,4) · Don Schollander (53,0) | 3:33,2 | WR     |

## Wyniki

### Eliminacje
| Miejsce | Wyścig | Tor | Państwo                       | Zawodnicy                                                                                           | Czas   | Uwagi |
| ------- | ------ | --- | ----------------------------- | --------------------------------------------------------------------------------------------------- | ------ | ----- |
| 1.      | 2      | 5   | Stany Zjednoczone             | Stephen Clark (53,6) Lary Schulhof (55,6) Mike Austin (55,3) Gary Ilman (54,3)                      | 3:38,8 | Q,    |
| 2.      | 1      | 7   | Australia                     | Peter Doak (55,7) David Dickson (54,7) John Ryan (55,3) Bob Windle (54,9)                           | 3:40,6 | Q     |
| 3.      | 2      | 4   | Wspólna Reprezentacja Niemiec | Horst Löffler (56,0) Uwe Jacobsen (55,5) Frank Wiegand (54,2) Hans-Joachim Klein (55,3)             | 3:41,0 | Q     |
| 4.      | 2      | 7   | Szwecja                       | Lester Eriksson (56,0) Jan Lundin (55,1) Bengt Nordwall (55,9) Per-Ola Lindberg (54,3)              | 3:41,3 | Q     |
| 5.      | 2      | 3   | ZSRR                          | Władimir Bieriezin (56,5) Władimir Szuwałow (55,6) Wiktor Siemczenkow (54,9) Jurij Sumcow (54,8)    | 3:41,8 | Q     |
| 6.      | 1      | 1   | Francja                       | Alain Gottvallès (54,8) Gérard Gropaiz (55,2) Robert Christophe (56,3) Jean-Pascal Curtillet (55,8) | 3:42,1 | Q     |
| 7.      | 1      | 2   | Japonia                       | Yukiaki Okabe (55,4) Kunihiro Iwasaki (55,3) Katsuki Ishihara (56,3) Tadaharu Goto (55,3)           | 3:42,3 | Q     |
| 8.      | 2      | 8   | Wielka Brytania               | Bob Lord (56,4) John Martin-Dye (56,4) Peter Kendrew (56,0) Bob McGregor (53,9)                     | 3:42,7 | Q     |
| 9.      | 1      | 3   | Węgry                         | Antal Száll (56,7) Ákos Gulyás (56,2) László Szlamka (55,9) Gyula Dobay (54,4)                      | 3:43,2 |       |
| 10.     | 1      | 4   | Holandia                      | Ron Kroon (55,9) Vinus van Baalen (55,4) Jan Jiskoot (56,3) Johan Bontekoe (56,2)                   | 3:43,8 |       |
| 11.     | 2      | 1   | Kanada                        | Daniel Sherry (56,1) Ralph Hutton (57,2) Ron Jacks (59,0) Sandy Gilchrist (57,4)                    | 3:49,7 |       |
| 12.     | 1      | 5   | Meksyk                        | Rafael Hernández (58,7) Salvador Ruíz (59,5) Alfredo Guzmán (1:01,8) Guillermo Echevarría (58,9)    | 3:58,9 |       |
| 13.     | 2      | 2   | Peru                          | Luis Paz (58,8) Carlos Canepa (59,6) Augusto Ferrero (1:02,8) Walter Ledgard Jr. (1:01,4)           | 4:02,6 |       |

### Finał
| Miejsce | Tor | Państwo                       | Zawodnicy                                                                                              | Czas     | Uwagi |
| ------- | --- | ----------------------------- | --- | -------- | ----- |
| 1. !    | 4   | Stany Zjednoczone             | Stephen Clark (52,9) = Mike Austin (53,9) Gary Ilman (53,4) Don Schollander (53,0)                     | 3:33,2   | WR    |
| 2. !    | 3   | Wspólna Reprezentacja Niemiec | Horst Löffler (55,8) Frank Wiegand (54,2) Uwe Jacobsen (54,8) Hans-Joachim Klein (52,4)                | 3:37,2   |       |
| 3. !    | 5   | Australia                     | David Dickson (54,6) Peter Doak (55,0) John Ryan (55,3) Bob Windle (54,2)                              | 3:39,1   |       |
| 4.      | 1   | Japonia                       | Kunihiro Iwasaki (55,8) Tadaharu Goto (55,2) Tatsuo Fujimoto (54,9) Yukiaki Okabe (54,6)               | 3:40,5   |       |
| 5.      | 6   | Szwecja                       | Bengt Nordwall (56,6) Lester Eriksson (54,9) Jan Lundin (54,6) Per-Ola Lindberg (54,6)                 | 3:40,7   |       |
| 6.      | 2   | ZSRR                          | Wiktor Mazanow (56,3) Władimir Szuwałow (55,4) Wiktor Siemczenkow (55,0) Jurij Sumcow (55,4)           | 3:42,1   |       |
| 7.      | 8   | Wielka Brytania               | Bob Lord (56,2) John Martin-Dye (56,5) Peter Kendrew (55,8) Bob McGregor (54,1)                        | 3:42,6   |       |
| 8. !    | 7   | Francja                       | Alain Gottvallès (54,0) Gérard Gropaiz (55,1) Pierre Canavèse (DSQ; 55,3) Jean-Pascal Curtillet (54,9) | 9:99,9 ! | DSQ   |